# Didymodon brevifolius
Didymodon brevifolius là một loài rêu trong họ Pottiaceae. Loài này được (Sendtn. ex Müll. Hal.) Kindb. mô tả khoa học đầu tiên năm 1897.